# Cordylanthus nidularius
Cordylanthus nidularius là loài thực vật có hoa thuộc họ Cỏ chổi. Loài này được Howell mô tả khoa học đầu tiên năm 1943.